# Sedum corynephyllum
Sedum corynephyllum là một loài thực vật có hoa trong họ Crassulaceae. Loài này được Fröd. miêu tả khoa học đầu tiên.